# Trolibusz

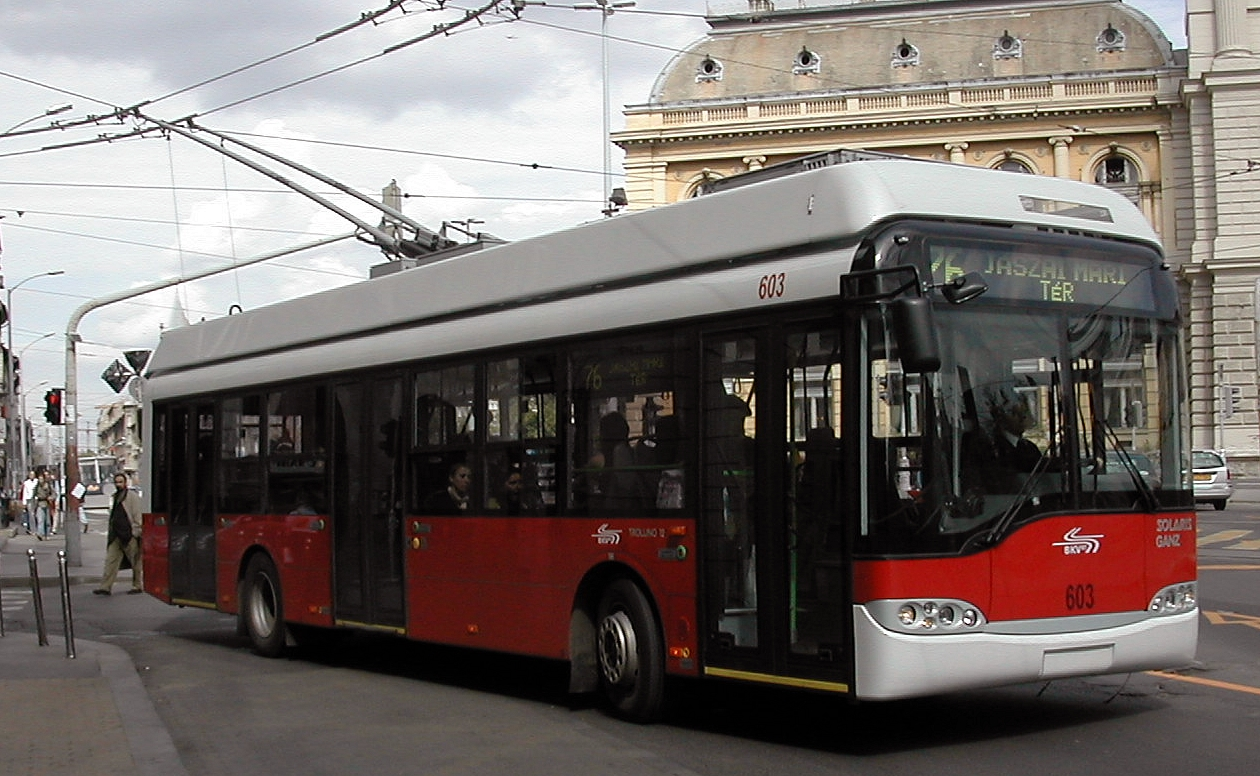
Ganz-Solaris Trollino 12-A típusú trolibusz Budapesten

A trolibusz  (vagy köznapi nyelven troli) olyan közúti tömegközlekedési elektromos hajtású, gumikerekes jármű, amelyet áramszedők kapcsolnak a felsővezetékhez, amiből a mozgáshoz szükséges energiát kapja. Funkciója általában a közforgalmú autóbuszéhoz hasonló.
A trolibusz közúti jármű; a KRESZ definíciója szerint „elektromos felsővezetékhez kötött gépkocsi”.
Magyarországon a trolibusz kötött pályájának engedélyeztetése a vasúti közlekedésről szóló 2005. évi CLXXXIII. törvény hatálya alá tartozik. A törvény értelmében trolibusz-felsővezeték létesítéséhez, korszerűsítéséhez, átalakításához, használatbavételéhez, fennmaradásához és megszüntetéséhez műszaki hatósági engedély szükséges, amit a közlekedési hatóság ad ki. A személyszállítási szolgáltatásokról szóló 2012. évi XLI. törvény szerint a trolibusz a közszolgáltatási szerződések odaítélése szempontjából vasúti járműnek minősül.

## Történelem

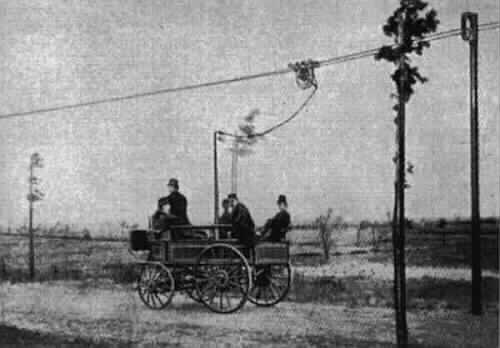
A troli őse, az 1882-es berlini Elektromote

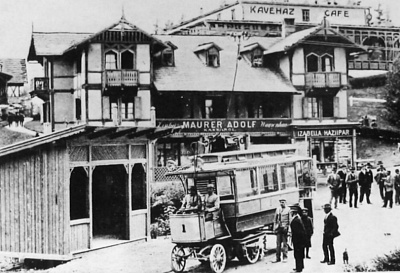
Kontaktkocsis trolibusz 1905-ben Ótátrafüreden

Az elektromos hajtású közúti járművek története szinte egyidős a villamosokéval. Az első ilyen járművet, dr. Ernst Werner von Siemens találmányát, 1882-ben helyezték üzembe Berlin közelében, egy 540 méter hosszú próbapályán. A korai trolibuszok többféleképpen kapcsolódtak a felső vezetékhez. Elterjedt megoldás volt a kontakt-kocsi – ennél a felső vezetéken egy görgős kiskocsi futott, amit vezeték kötött a járműhöz. Innen származik a „trolibusz” név is, mert a görgős kiskocsit angolul trolley-nak nevezik. Később jelentek meg az egy-, majd kétrudas áramszedőt használó rendszerek. Utóbbi (a Schiemann-rendszer) az 1920-as évektől terjedt végül el, főleg Angliából. Az utolsó egyrudas áramszedőjű trolibusz 1967-ig közlekedett, Norvégiában.
A történelmi Magyarország területén három korai trolibuszüzem működött: az első Nagyszebenben nyílt meg, 1904. augusztus 3-án (ez még az ősszel megszűnt), a második ezzel gyakorlatilag egyidejűleg, Poprád és Ótátrafüred között, 1904. augusztus 4-én és 1906-ig működött, a harmadik pedig a Pozsony–Vaskutacska vonalon üzemelt, 1909–1915 között.
A trolibuszok fénykora egybeesett a villamoshálózatok hanyatlásával: az Egyesült Államokban tömegével tértek át a villamosvágányok felújítása helyett trolibuszok üzemeltetésére, a meglévő villamos-felsővezeték és áramátalakítók felhasználásával. Hasonló folyamat játszódott le Németországban, az 1940-es években, s mindkét helyen gombamód szaporodtak a trolibuszüzemek. Sok új trolibuszvonal épült Angliában, Svájcban, Franciaországban és Olaszországban is a második világháború előtt. Ezek túlnyomó része akkor szűnt meg, amikor esedékessé vált volna az első járműcseréjük: az 1960-as évek elején ugyanis a trolibuszok gazdaságosságát megkérdőjelezte az alacsony olajár, illetve az autóbuszok olcsóbb tömegtermelése. Így a trolibuszokat a legtöbb helyen autóbuszok váltották fel, a felsővezetéket pedig eltávolították.
A trolibusz mai formájában először 1933-ban jelent meg Budapesten, Óbudán. A vonal 1944-ig üzemelt, a háború után már nem építették újjá.
A Szovjetunióban az 1950-es években kezdődött meg a trolibuszhálózatok tömeges kiépítése, és mivel – paradox módon – a gazdaságossági adatok kevésbé befolyásolták a szovjet üzemek működését, a trolibuszok üzemeltetése szinte töretlenül fennmaradt a két olajválság (1973 és 1979) után is, sőt áruterítésre ma is használják, városon belül. A mai budapesti trolibuszhálózat kialakulása 1949-ben indult a 70-es trolibuszvonal megnyitásával, amely Sztálin vélelmezett 70. születésnapja alkalmából kapta a számát. 1957-ig folyamatos volt a hálózat kiépülése. Az utolsó nagyobb hálózatbővítésre 1977 körül került sor a zuglói vonalak megnyitásával. A szegedi trolibuszüzem 1979-ben nyílt meg, a debreceni pedig 1985-ben.

## Jármű

### Felépítés
1980-ban gyártásba került csehszlovák Škoda 14Tr trolibusz rajza, vastag betűvel kiemelve a trolibusz-specifikus elemek.
|  | 1. Felsővezeték 2. Viszonylatjelző tábla 3. Visszapillantó tükör 4. Fényszóró 5. Első ajtó 6. Hajtott hátsó tengely 7. Második és harmadik ajtó 8. Kormányozható első tengely 9. Díszléc 10. Kötéldob 11. Lehúzó kötél 12. Áramszedő csúszófej 13. Áramszedő 14. Rögzítőlíra 15. Elektromos berendezés a tetőn 16. Pályaszám |

### Hajtásrendszer
A dízelmotorok csak korlátozott fordulatszám-tartományban képesek működni, és álló helyzetben leállnak. Ezért szükséges az autóbuszokon sebességváltót alkalmazni. A mechanikus váltókat, a vezető kímélése végett a 20. század harmadik harmada óta elektromágneses váltóval helyettesítik. Nem villamos hajtású járművek elindulásakor még a korszerű automatikus sebességváltók mellett is rángatózások jelentkeznek, mert váltás közben pillanatszerűen megszűnik a tengelyekre ható forgatónyomaték. A trolibuszokon mindez teljesen kiküszöbölhető: a korszerű elektromos hajtásoknál megoldható a teljesen sima indulás. Emellett alacsony fordulatszámnál is nagy vonóerő érhető el, így a trolibuszok ideálisak hegyi utakon. Ez volt az egyik oka, hogy San Franciscóban máig megmaradt a trolibuszüzem, sőt ez az oka annak, hogy több bányavállalat üzemeltetett troliáramszedőkkel ellátott elektromos dömpereket a külszíni fejtésekben kitermelt nyersanyag szállításra.

### Áramszedő-kiugrás, felsővezeték-szakítás
A trolibuszok üzemeltetésének egyik legfontosabb problémája a stabil és biztonságos áramszedő-kapcsolat a felsővezetékkel. Az áramszedő kiugrásakor ugyanis felcsapódhat, ami leszakíthatja a vezetékrendszert, a csúszófejet pedig „kicsúzlizhatja”. Ezért alkalmaznak a korszerűbb trolibuszokon automatikus áramszedő-lehúzó berendezéseket. Magyarországon a lehúzóberendezések egy kötéllel csatlakoznak a szedő rúdjához. Léteznek már kötél nélküli pneumatikus áramszedő-lehúzó berendezések is. Jelenleg a BKV-nál az önjáró (akkumulátoros) és a DKV-nál a hibrid járműveken vannak Ganz fejlesztésű mikrovezérlős intelligens pneumatikus áramszedők.
A legkorábban alkalmazott merev rendszerű felsővezetékeket a nagyobb kiugrásveszély miatt igyekeznek a legtöbb helyen megszüntetni: Budapesten már csak a garázsban használják. A rugalmas felfüggesztésnél, illetve a feszített felsővezetékeknél a kiugrásveszély egyenes vezetékeken – még nagy sebességnél is – minimális. Íves vezetékeken, illetve vezetékkeresztezéseken azonban a hagyományos kialakításban csak csökkentett sebességgel lehet áthaladni. Megjelentek azonban (például Szegeden) a gyorsjáratú váltók és keresztezések, itt már a sebesség csökkentése nélkül is át lehet haladni az áramszedő kiugrásának veszélye nélkül. Vannak olyan trolibuszhálózatok (például Salzburg, Szeged), ahol annyira le tudták szorítani az áramszedő-kiugrások számát, hogy a szedőlehúzó berendezések használatától eltekintettek.

### Trolibusz-járművek Magyarországon

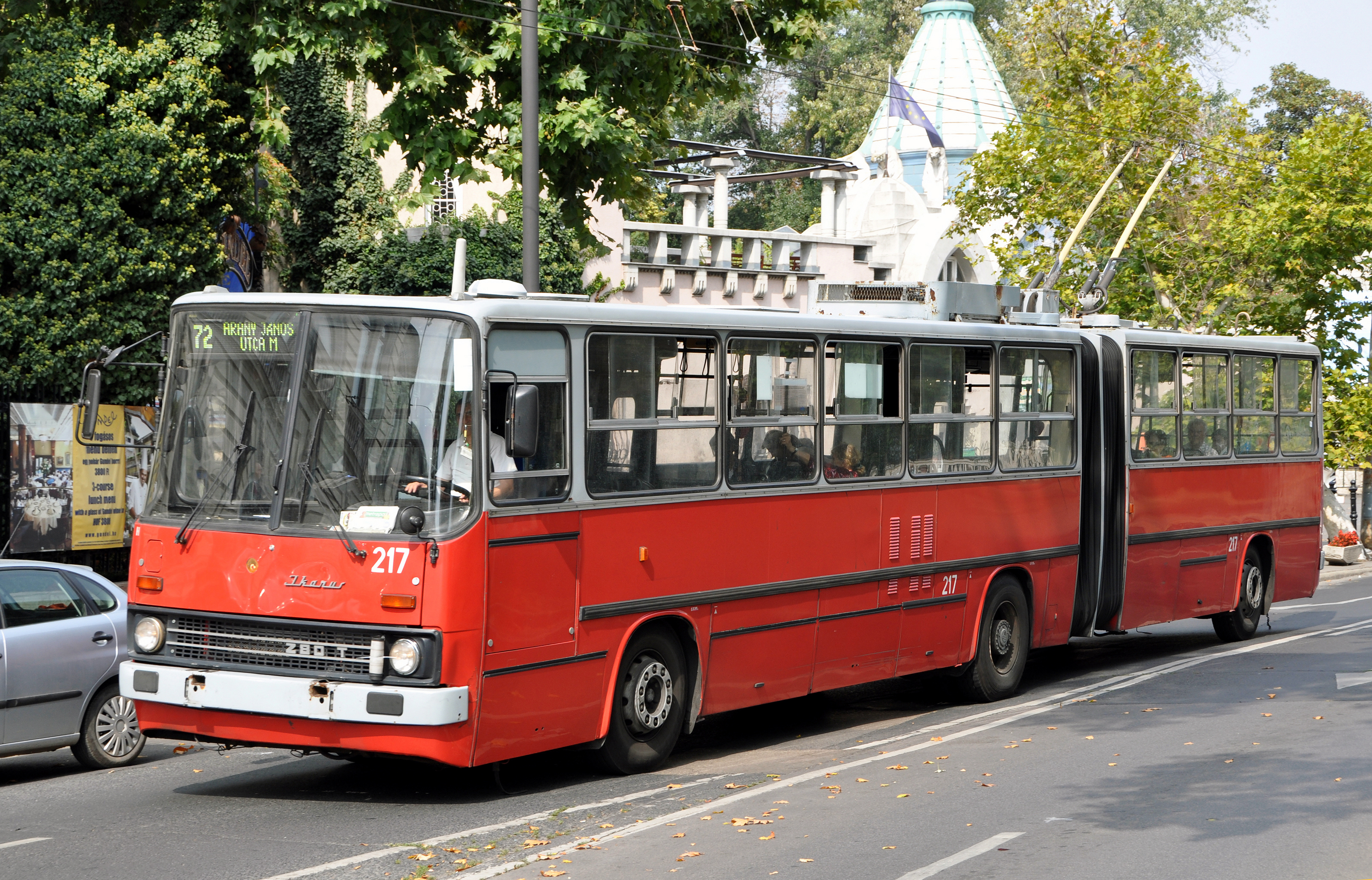
Ikarus 280T típusú trolibusz Budapesten

Magyarországon ezidáig a következő trolibusztípusok üzemeltek:

Budapest:
- Kétféle óbudai trolibusz (Ganz, illetve MÁVAG-BBC)[6]
- MTB–82 (Tusinói Gépgyár, majd ZiU)[9]
- Ikarus 60T (FVV–Ganz–Ikarus)[10]
- ZIU–5 (ZiU)[11]
- Ikarus 260T (Ikarus–BKV–ZiU)
- ZiU–9 (Urickij gyár)
- Ikarus 280T (Ikarus–BKV–ZiU)[12]
- Ikarus 280T GVM (Ikarus–GVM)[13]
- Ikarus 284T
- Ikarus 435T (Ikarus–Kiepe–Obus)
- Ikarus 411T (Ikarus–Kiepe–Obus)
- Ikarus 412T (Ikarus–Kiepe)
- Ganz–Solaris Trollino 12 (Solaris–Ganz Transelektro, akkumulátoros segédhajtással korlátozottan önjáró)
- Ganz–Škoda–Solaris Trollino 12 (akkumulátoros segédhajtással korlátozottan önjáró)
- MAN NGE152 (MAN/ÖAF Gräf & Stift NGE 152 M17/M18)
- Škoda–Solaris Trollino 12 (akkumulátoros segédhajtással önjáró)
- Škoda–Solaris Trollino 18 (akkumulátoros segédhajtással önjáró)
- Ikarus 412GT (Ikarus–GVM–BKV, akkumulátoros segédhajtással önjáró)

Szeged:
- ZiU–9
- Ikarus 280T három altípusa (Ikarus–Obus,[14] Ikarus–Ganz GVM,[13] Ikarus–Ganz Transelektro)
- Škoda 15Tr (több alváltozata is)
- Škoda 14Tr (több alváltozata is)
- Škoda 21Tr (több alváltozata is)
- Škoda 22Tr
- B7 TR12/TV.PR[15] (Volvo–Cegelec–SZKT, átépítve)
- Mercedes Citaro O530 Tr12/TV.EU[16] (Mercedes Citaro autóbuszból átépítve, SZKT)
- ARC Tr187/TV.EU[17] (saját építésű, T-660 pályaszámmal, SZKT)
- Solaris Trollino 12

Debrecen:
- ZiU–9
- Ikarus 280T (Ikarus–Obus)

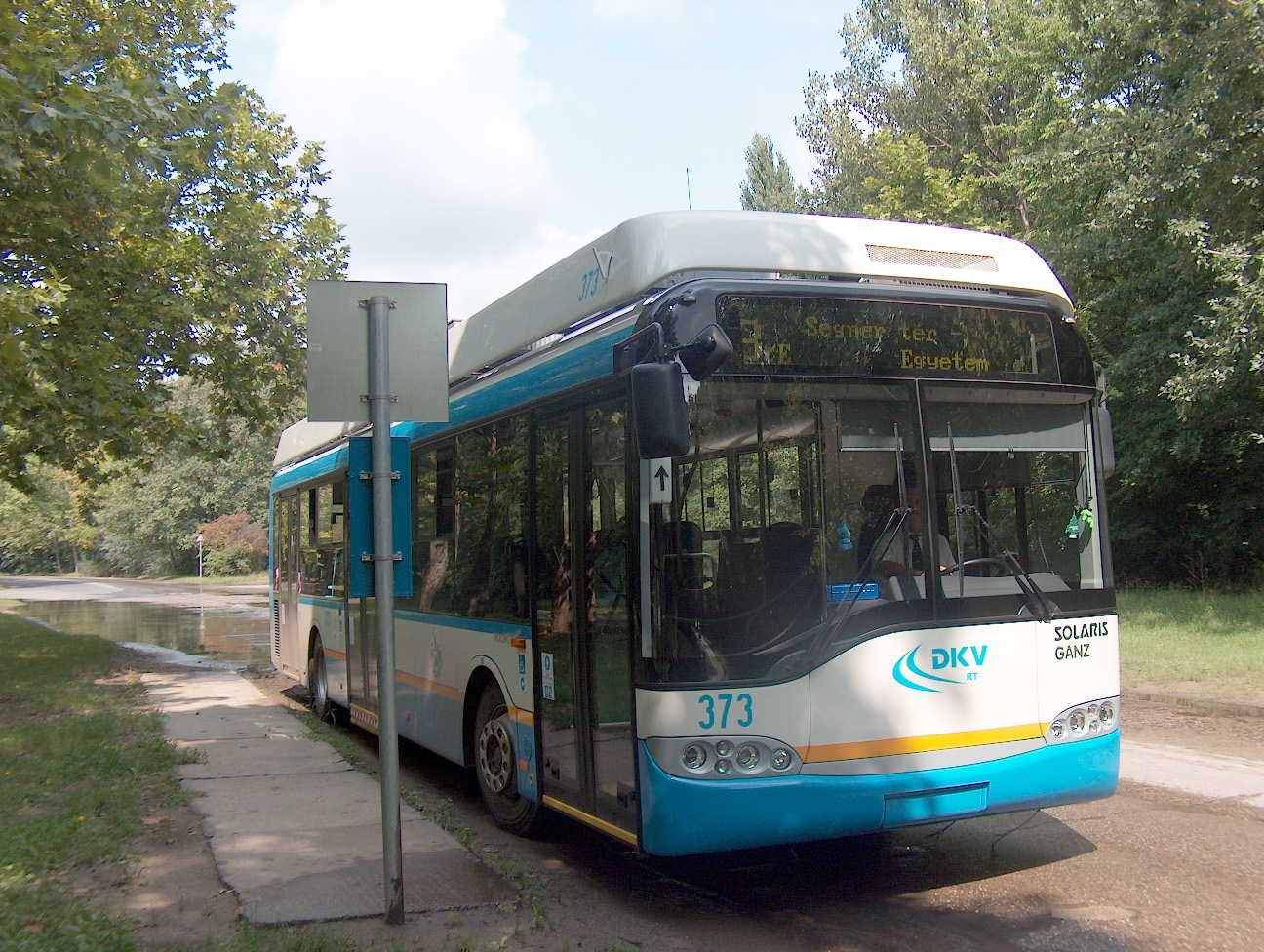
Ganz-Solaris Trollino típusú alacsony padlós trolibusz Debrecenben

- Ganz-Solaris Trollino 12 (Solaris–Ganz Transelektro)
- Ganz-Solaris Trollino 12D (Solaris–Ganz Transelektro, duóbusz, dízelmotoros segédhajtással önjáróan is közlekedhet)

## Infrastruktúra

### Felsővezeték

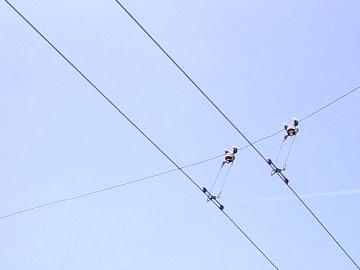
Kummler & Matter rendszerű rugalmas felfüggesztésű trolibusz-felsővezeték

Míg a villamosnál az áramforrás (betáp) második pólusa maga a sín, addig a trolibusznál a jármű földelése nem megoldott. Ez az oka annak, hogy a trolibusznak kettős felsővezetékre van szüksége. A legelterjedtebb vontatási feszültség a világon a 600 V-os egyenáram. Jellegzetesen háromféle felsővezeték-rendszert használnak a világon: a merev rendszerűt, a súlyfeszítéses rendszerűt és a rugalmas felfüggesztésű Kummler & Matter rendszerűt. Ez utóbbit használják Magyarországon leggyakrabban, a rugalmas kialakítás ugyanis nagyobb haladási sebességet tesz lehetővé, mert csökken az áramszedő kiugrásának veszélye.
A rúdáramszedő szénbetétes csúszófejen keresztül érintkezik a felsővezetékkel. Ez a csúszófej olyan kialakítású, hogy a vezeték egyben tereli is a szedő végét, így jön létre a stabil kontaktus. Azonban emiatt vezeték-keresztezésnél a közúti vasúténál bonyolultabb kivitelű szerelvényeket szükséges beépíteni, amelyek a csúszófej folyamatos vezetéséről is gondoskodnak. A kétféle pólusú vezetékeket pedig a rövidzárlat elkerülése végett el kell szigetelni egymástól, ezért vezeték-kereszteződésekben, több helyen árammentes szakaszok találhatóak. Itt a trolibusznak lendületből kell áthaladnia, miközben a vontatófeszültség hiányára jelzőcsengő figyelmezteti a jármű vezetőjét.
A munkavezeték magassága az úttest felett 5,80 m, ami külön engedéllyel (és a megengedett sebesség csökkentésével) 4,50 m-ig csökkenthető.

### Váltók

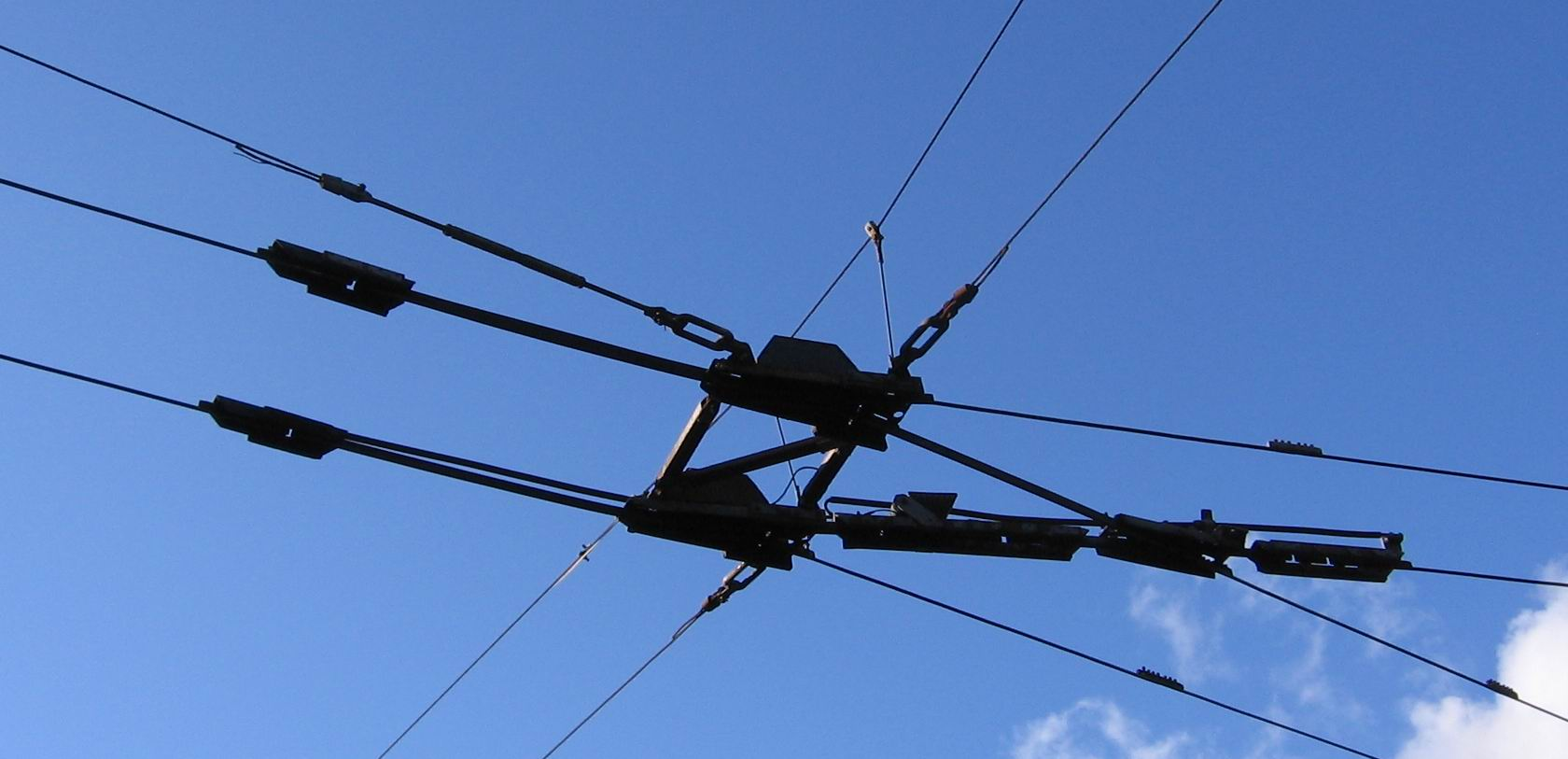
A volt Szovjetunió területén alkalmazott közvetlen állítású trolibuszváltó. Megfigyelhető a segédvezeték-szakasz a váltó előtt, valamint hogy a kiszigetelés jobbra irányban van. A közvetlen állítású váltóknak nincs visszajelzőjük

A hagyományos rendszerekben a (kétállapotú) váltókat, amelyek aktuális irányáról a vezetőt a kb. 6 m magasan elhelyezett visszajelző lámpa tájékoztatja, a trolibuszok egy segédvezetéken keresztül állítják: amennyiben a segédvezeték alatt a jármű menetben halad át (azaz a járművezető nyomja a menetpedált, és a kocsi áramot vesz fel), a váltó elállítódik. A legtöbb trolibuszfelsővezeték-rendszerben a hagyományos váltóknak alapállása van, sőt a nagyobb hálózatokon a váltó alapállása is adott: pl. Szentpéterváron mindig balra kell állítani, jobbra van pedig a kiszigetelés (Budapesten a váltók alapállása forgalmi szituáción alapszik, pl. hagyományosan a 75-ös vonal végigjárásához nem kell váltót állítani). A váltó az áramszedő váltón áthaladása után visszaáll a váltó alapállásba (kivétel a Romániában alkalmazott két segédvezetékes, visszajelző nélküli rendszerek, illetve a korszerű rádiós állítású váltók). Amennyiben a kocsi áramfelvétel nélkül gurul át a segédvezeték alatt, a váltó az alapállásában marad. A segédvezetéket kezdetben közvetlenül a váltó előtt helyezték el, ezeket közvetlen állítású váltóknak hívják, ekkor egy rugó állítja vissza a váltót alapállásba (a trolibusznak ekkor menetben kell végigmenni a váltón is). A váltóállítás megkönnyítése érdekében a segédvezetéket a váltótól messzebb is elhelyezhetik, ezeket távállítású váltóknak hívják, az ilyeneken egy mechanikus reteszelés kioldása után állítódik vissza a váltó alapállásba. Időközben kezdenek elterjedni a korszerűbb rádiós távirányítású váltóállító rendszerek is. Léteznek még merev váltók (összeágazás), kézi állítású váltók, illetve rugós váltók. Ez utóbbit olyan kis forgalmú trolibuszvonalakon használták, ahol ugyanazt a vezetékpárt használták mindkét irányú közlekedéshez. Ilyen vonalak ma már nincsenek Magyarországon, de korábban voltak Budapesten – a Kun utcai és a Rottenbiller utcai garázsmeneti vonalakon, illetve Szegeden a Bakay Nándor utcában, az 5A vonalon.

## Gazdaságosság
Jelenleg a trolibuszok üzemeltetése, bizonyos járatsűrűség felett – amennyiben összességében nézzük a járulékos költségeket, nem csak az üzemeltetőt érintő közvetlen kiadásokat – gazdaságosabb a buszokénál, ám a telepítése és az új járművek beszerzése nagyobb beruházást igényel.
Fékezéskor az elektromos vontatómotorokat generátorként lehet működtetni (ezt hívják villamosfékezésnek), az áramkör speciális kialakításával pedig a fékezés közben generált áramot vissza lehet vezetni a felsővezetékbe, amivel egy másik trolibuszt lehet meghajtani. Az így elérhető árammegtakarítás normál üzemben elérheti a 30%-ot. Egy korszerű kéttengelyes trolibuszon így kb. 1 kWh/km-es (34Ft áfával) fogyasztást lehet mérni áram-visszatáplálással (összehasonlításul egy dízelbusz kb. 0,4 l/km (100Ft áfával) gázolajfogyasztással üzemel). Csak üzemanyagban számítva tehát a troli háromszor olcsóbb, nem beszélve az autóbusz belsőégésű motorja és erőátviteli szerkezetének tetemes kenőanyag-szükségletéről. A reális összehasonlítás kedvéért számolni kell azonban a trolinál az elektromos rendszer karbantartási költségeivel is.
Egy trolibusz jármű élettartama kb. másfél-kétszer akkora, a meghajtó motorjának karbantartási költsége csupán töredéke egy autóbuszénak (motor + teljes erőátviteli szerkezet), nem csöpögtet olajat sem az útra, sőt elektromos berendezése kiszolgálhat egy második kocsiszekrényt (felépítményt) is. Gumiabroncs- és úthasználatuk kb. azonos.

## Környezeti hatások

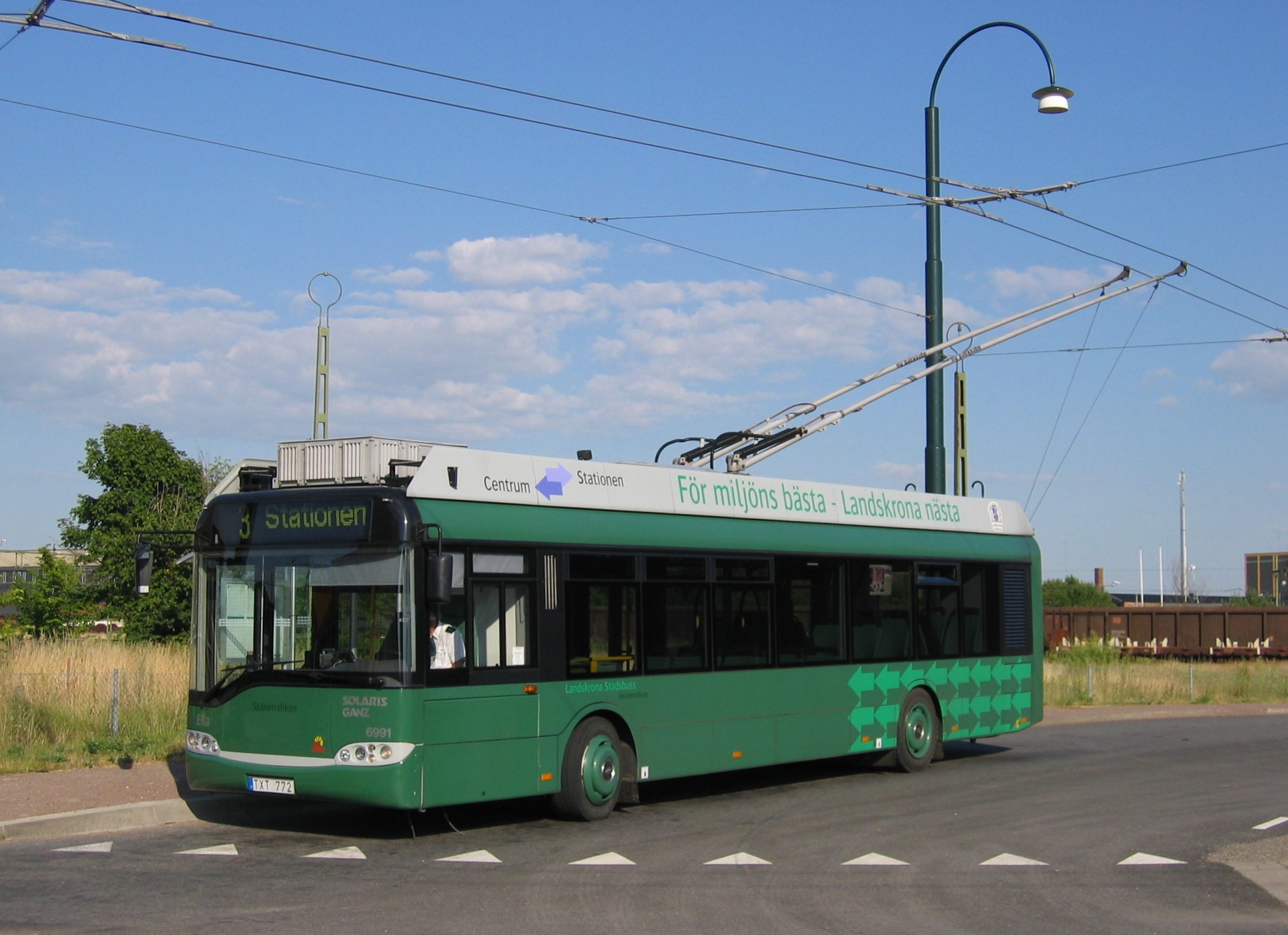
Landskrona városa 2003-ban indította meg trolibuszüzemét Solaris-Ganz trolibuszokkal

A trolibuszok legfontosabb előnye a zaj- és a károsanyag-kibocsátás csökkentése: ugyan az elektromos áram létrehozásához is gyakran fosszilis tüzelőanyagot használnak fel, ám az energiatermelést egy erőműben nagyobb hatásfokkal lehet megvalósítani. Emellett az égések végterméke sem a városok közepén keletkezik, ahol a 20. század végére amúgy is az autóforgalom lépett elő az első számú zajkeltővé és károsanyag-kibocsátóvá.

## Biztonság

### Szigetelési problémák

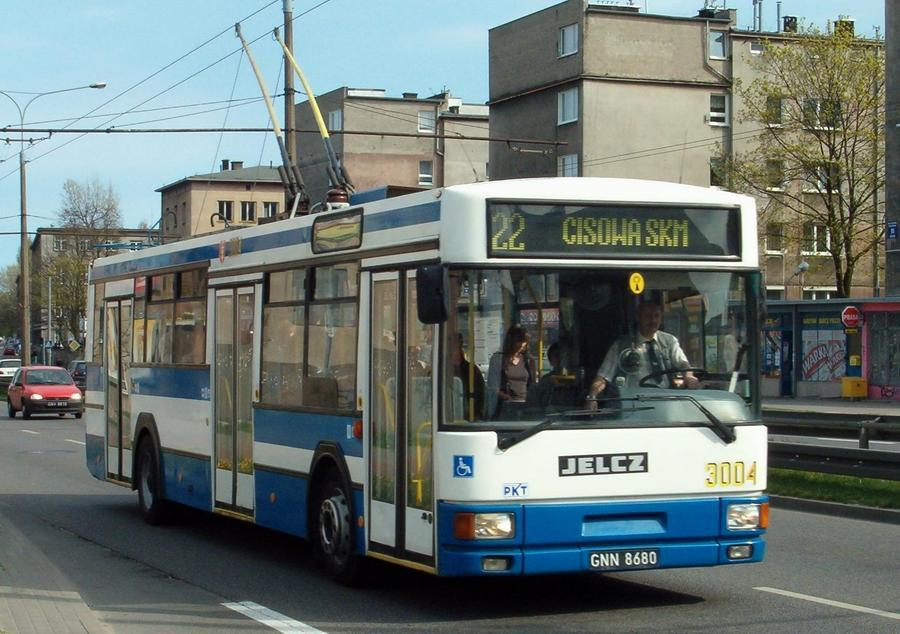
Jelcz M121E típusú trolibusz Gdyniában

Minden nagyfeszültségű felsővezetékről működő elektromos járművön probléma a villamos berendezést megfelelően elszigetelni az emberektől. A sínen közlekedő járműveknél a szigetelések bármilyen problémája legfeljebb zárlathoz vezet, ám az utasok csak a körülmények rendkívül szerencsétlen együttállása esetén lehetnek az áramütés veszélyének kitéve (eltekintve attól a lehetőségtől, hogy valaki szándékosan belenyúl egy nagyfeszültségű berendezést tartalmazó dobozba). Ennek az az oka, hogy a kocsitest mindig földelve van a sínen keresztül, így az utas alapesetben nem érhet hozzá két olyan fémesen vezető ponthoz, amelyek között potenciálkülönbség lenne.
A trolibuszok azonban gumikerekük miatt nincsenek leföldelve, így fennáll a veszélye, hogy szigetelési hiba esetén a kocsitest a földhöz képest feszültség alá kerül (Ezt hívják testzárlatnak).: ekkor a le- vagy fölszálló utas, (aki legalább az egyik lábával a földön áll, a kezével pedig a trolibuszt fogja), levezetheti az testén keresztül a hibás kocsiszekrényben levő feszültséget. (A trolibusz belsejében tartózkodó utasokat ilyen jellegű szigeteléshiba továbbra sem veszélyezteti, még akkor sem, ha az annyira jelentős lenne, hogy a vontatási feszültség jelenne meg a kocsitesten. Gondoljunk csak a villanyvezetéken ülő madarakra, amelyeket azért nem ér áramütés, mert egész testük azonos potenciálon van.) Ennek megelőzésére naponta kötelező vizsgálni a járművek szigetelési állapotát.
Négyféle elektromos jelenség okozhat bajt trolibuszon:
- Statikus elektromosság: ez valójában minden gumikerekű járművön előfordulhat, a statikus töltés keletkezése független a felsővezetéktől, a Van de Graaff-generátoron megjelenő nagyfeszültségű szikrákhoz hasonlóan. A statikus töltés levezetésére a trolibuszokon földelőláncot alkalmaznak.
- 24 V-os segédáramköri szigeteléshiba: a trolibuszok az autóbuszokhoz és a személygépkocsikhoz hasonlóan rendelkeznek akkumulátoros áramkörrel az elektronikus berendezések, valamint a világítótestek működtetésére. Ennek az áramkörnek a feszültségét úgy választották meg, hogy ne okozhasson veszélyes áramütést, legfeljebb csípést lehessen érezni.
- Szivárgóáram: a nagyfeszültségű berendezések üzem közben elkoszolódhatnak, és különösen párás-esős időben az átnedvesedett por gyengén vezetővé válhat. A szivárgóáram mértékét naponta mérik a trolibuszokon, de még a megengedett határérték fölötti értéke is csak ritka körülmények között okozhat észrevehető áramütést, ha igen, akkor is leginkább csípést.
- Zárlat: a legdurvább eset a 600 V-os berendezések szigetelésének meghibásodása, ilyenkor megjelenhet a teljes vontatási feszültség a kocsitesten. Ekkor következhet be – fel- és leszállás közben – halálos áramütés.

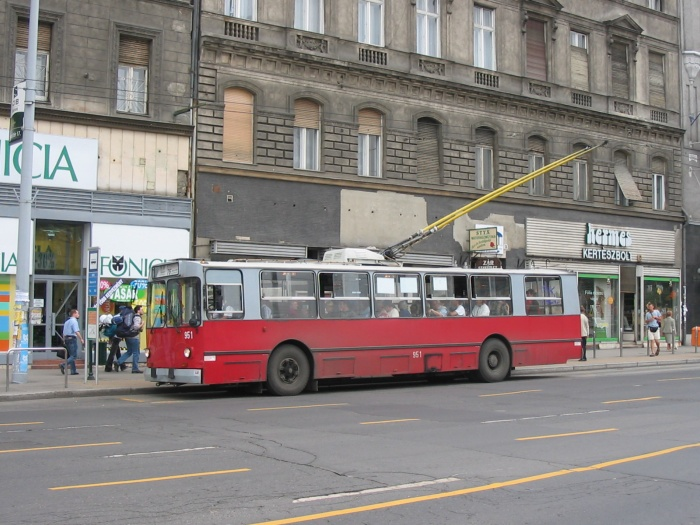
Szovjet gyártmányú, ZiU–9-es trolibusz Budapesten

A testzárlat áramütések kivédésére a következő technikákat alkalmazzák:
- Földfüggetlen felsővezeték-hálózatok: az olyan hálózatokon, ahol az áramátalakítókról nem üzemel közösen villamos és trolibusz, nincs szükség az egyik pólust földelni. Ez esetben ha egy helyen leromlott a szigetelés a trolibuszon, zárt áramköri út hiányában így sem következhet be áramütés. A magyarországi trolibuszüzemek alapvetően nem ilyenek, mert mindegyik vállalat közös áramátalakítóról üzemeltet villamost és trolibuszt. Azonban vannak a magyar hálózatokon is olyan áramátalakítók által kiszolgált táplálási körzetek, amik kizárólagosan trolibuszt táplálnak, és itt az áramátalakítók nincsenek alapból földelve.
- Kettős szigetelésű járművek: A korszerű trolibuszokban a szigeteléseken álló nagyfeszültségű elektromos berendezéseket olyan zárt ládatérbe helyezik el, amely maga is el van szigetelve a kocsitesttől. A kocsitest és a ládatér közötti ellenállást a vezetőállásba beépített műszerrel mérik, így azonnal kiderül, ha a megengedettnél nagyobb áramszivárgás jelenne meg az erősáramú berendezések felől. A Magyarországon közlekedő trolibusztípusok közül egyedül a ZiU–9-es nem rendelkezik ezzel a védelmi berendezéssel – ezt a típust kivonják a forgalomból.

Halálos, vagy maradandó károsodást okozó áramütést (tudomásunk szerint) még nem okozott trolibusz.[forrás?] Évente azonban előfordul néhány áramütéses eset, amelyek javarészt veszélytelenek. Az ilyenkor szokásos eljárás szerint azonban minden esetben – megfigyelésre – kórházba viszik az áramütés elszenvedőjét, mivel a helyszínen megállapíthatatlan, hogy a fenti négyféle lehetőség közül melyik következett be. Ezeket az eseményeket hajlamos a bulvársajtó – eltúlozva – életveszélyként tálalni. A ZiU–9-es szovjet gyártmányú trolit viszont Budapesten már kivonták a közlekedésből földelési problémái miatt.

## Önjárás
A korszerű trolibuszok manapság egyre inkább sorozatszerűen el vannak látva olyan berendezéssel, amellyel lehetővé válik a felsővezetéktől függetlenül is közlekedni. Ezzel a forgalom lebonyolítása rugalmasabbá válhat, egy-egy útjavítás vagy baleset nem akadályozza a trolibusz továbbhaladását.
Sok trolibusz csak korlátozottan, pár km-es távolságot képes megtenni felsővezeték nélkül, vagy csak alacsony sebességet képes elérni felsővezeték nélküli üzemben. Van, ahol egy kis méretű benzinmotor van beépítve aggregátként, más konstrukciókban akkumulátorokat alkalmaznak.

### Akkumulátoros önjárás

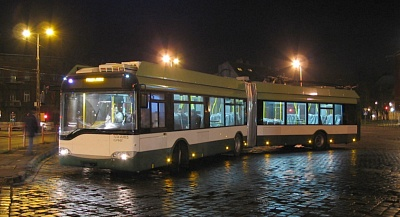
Római önjáró trolibusz, budapesti próbaútján

A Rómában üzemelő, részben önjáró ún. filobus-okkal (filo olaszul szál, görögül barát) a környezetbarát elektromos közlekedést lehetett bevezetni a belvárosi, felsővezetékkel el nem látott szakaszokra is, ahol nincs hely villamosvasút létesítésére. A járművek elektronikus berendezését a Ganz-Transelektro gyártotta. Ilyen önjárásra budapesti trolik esetében is van példa.

### Lendkerék
Az 1950-es években Svájcban, majd Belgiumban kísérleteztek az ún. Gyrobus-szal, mely szintén egy elektromos üzemű önjáró jármű volt, de az energiatárolásra egy nagy fordulatszámú lendkereket alkalmaztak.

### Duóbusz
Léteznek olyan konstrukciók, amelyek korlátozás nélkül, nagyobb sebességgel képesek felső vezeték nélkül közlekedni, ezeket hívják duóbuszoknak. Több változata is létezik: egyes konstrukciókban ugyanaz a tengely kétféleképpen is meghajtható: hagyományos dízelmotorral, illetve villanymotorral (ilyenek üzemelnek például Esslingenben). Magyarországon Debrecenben állítottak forgalomba 2005-ben kéttengelyes Solaris duóbuszokat, itt a dízelmotor elektromos áramot állít elő, és ezt vezetik a villanymotorba. Ezt a konstrukciót a Ganz-Transelektro gyártotta, hasonló duóbuszokat adtak el Nápolyba.

### Egyéb megoldások
A szükség egyéb furcsa megoldásokhoz is vezetett a múltban: volt, ahol utánfutóként kapcsoltak a trolibuszhoz egy hegesztődinamó jellegű kiskocsit, mely annyi áramot termelt, hogy a troli elment önjáróan, pl. .
Manapság még korszerűbb energiatárolókkal is kísérleteznek, Kínában például szuperkondenzátorokat építettek be egy kísérleti járműbe.

## Különleges formák

### Villamos-felsővezeték használata
Voltak olyan helyek Németországban (Wuppertal), ahol szükségüzemben a trolibuszok a villamosok sínjeit követték, és egy vasúti kocsit vontattak maguk után, amelyre áramszedő is volt szerelve – így jött létre a két pólussal, a felsővezetékkel és a sínnel való érintkezés. Volt olyan egyszerűbb megoldás is, ahol elkerülték az utánfutót: az egyik áramszedőt egyszerűen feltették a villamos felsővezetékére, a másikat pedig egy lánchoz csatlakoztatták, amelyet a trolibusz maga mögött húzott végig úgy, hogy benne legyen a villamossín vályújában – ezzel hozva létre a földdel való kapcsolatot. (pl. Brüsszelben vagy Groningenben).

### Nyomvezetés

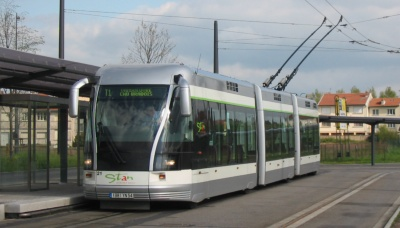
Kötöttpályás trolibusz Nancyban

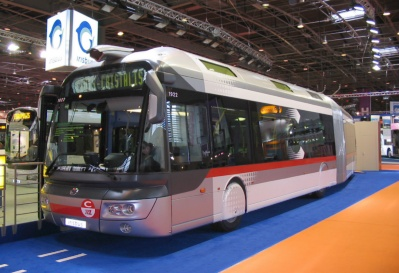
Optikai nyomvezetéses trolibusz

A Nancyban (Franciaország) 2000 óta üzemelő, részben kötött pályás trolibuszokon a belvárosi, szűk utcákban mentesítették a vezetőt a kormányzás terhe alól. A középső vezetősínnek köszönhetően lehetővé vált hosszabb, kétcsuklós trolibuszokkal nagyobb forgalmat lebonyolítani, mivel kötött pályás szakaszokon minden egyes ívben a kerekek pontosan követik egymást, így a villamosokhoz hasonlóan nincs a járműnek ún. besöprése. A külső szakaszokon – ahol nagyobb hely van – a járművek rendes trolibuszként közlekednek a közúti forgalomba besorolva. További előny a nagyobb emelkedőkön való problémamentes közlekedés. A rendszert ugyanakkor néhány hónap után le kellett állítani a rendszeres kisiklások miatt, majd egyéves kényszerszünet után újraindult, jelentős sebességkorlátozással, és a nyomvályúsodás is folyamatos gondokat okoz. A rendszer kiépítése a vezetősín és a nagy tömegű járművek miatt szükséges külön pályaszerkezet miatt nagyságrendileg egy villamospályáéhoz hasonló lett.
Rouenban optikai nyomvezetéses rendszert alakítottak ki: a trolibusz orrára szerelt kamera a kettős csíkokat követi, így a járművezetőnek nem kell kormányoznia. Ebben a rendszerben azonban nem oldották meg a kerekek pontos egymást-követését, így a járműnek a buszokéhoz hasonló a helyigénye kanyarulatokban (besöprés, aminek elkerülésére a csuklós jármű hátsó kerekeit a kanyarodás irányával ellentétesen kell kormányoznia egy önműködő szerkezetnek). Kialakítása azonban lényegesen olcsóbb a vezetősínes megoldásénál.

### Zárt pályás rendszer

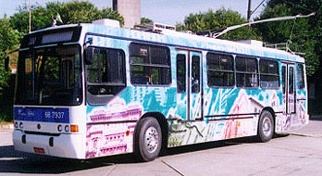
Magasperonos megállókhoz is alkalmas trolibusz São Paulóban. Ennek a kocsinak a jobb oldalán hagyományos ajtók vannak

Dél-Amerika több városában működnek nagy kapacitású, részben zárt pályás trolibuszvonalak (Quito, São Paulo), melyek a villamosnál olcsóbban telepíthetőek, és az autóbuszoknál lényegesen magasabb színvonalú utaskiszolgálást tesznek lehetővé. Ezekben a városokban a trolibuszvonalakat az utcák közepére építették be, néhol elválasztva a forgalomtól, máshol azzal összefonódva. Lényegében metrópótló üzemekről van szó. Több helyen a trolibuszok alkalmasak a magas peronos megállók kiszolgálására, itt a megállókban a metrókhoz hasonló peronzár van (a jegykezelés a peronra való belépés előtt megtörténik), az utascsere pedig gyorsabban lezajlik amiatt, hogy nem kell nagyot lépni a be- és kiszálláshoz, nem beszélve a mozgásukban korlátozott utasoknak nyújtott előnyeiről.

## Elterjedés
2015 közepén a világon 308 városban van működő trolibuszüzem. Ezek közül 152 Európában található (44 Ukrajnában), nem számítva Oroszországot, ahol 85 működő üzem található. A kaukázusi és ázsiai volt szovjet államok további 10 városában van jelen a trolibusz. Ázsia többi részén (elsősorban Kínában és Észak-Koreában) 43, Észak-Amerikában 8, Dél-Amerikában 9, valamint Új-Zélandon 1 troliüzem működik.

### Magyarország
Budapesten jelenleg 15, Debrecenben 5, Szegeden pedig 7 trolibuszjárat üzemel.

## Teher- és munkatrolik
Bővebben: de:Oberleitungslastkraftwagen
Egykor

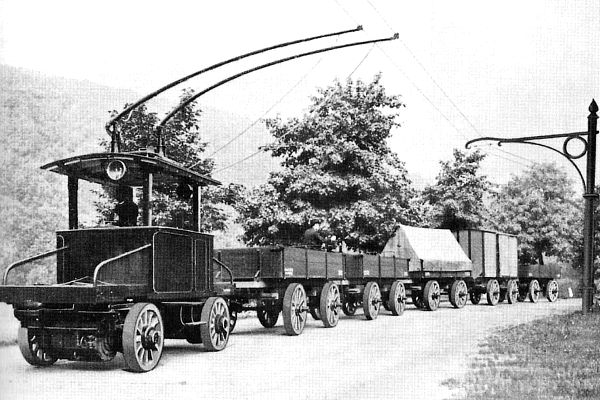
Sínnélküli kocsi, Mannheim, 1900 körül
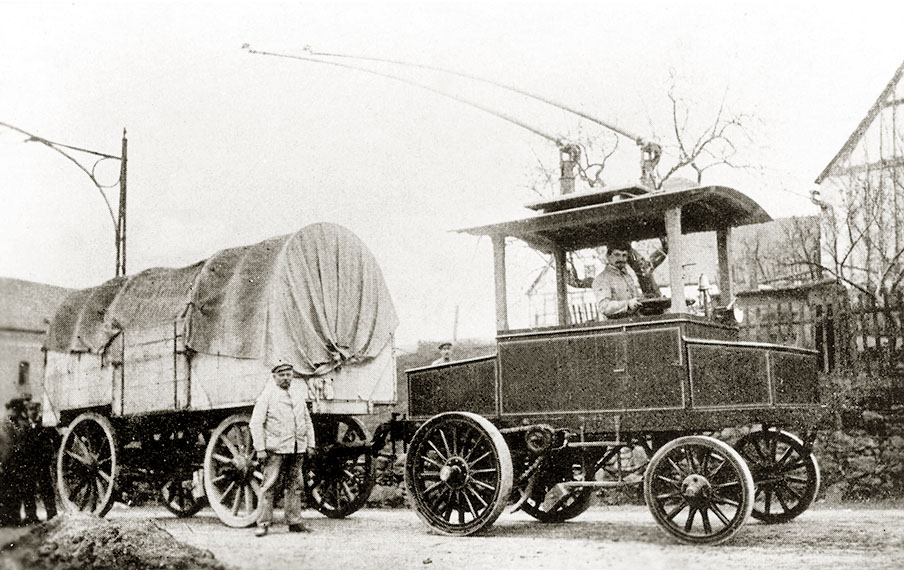
Malomtroli, Németország, 1900 körül

és ma

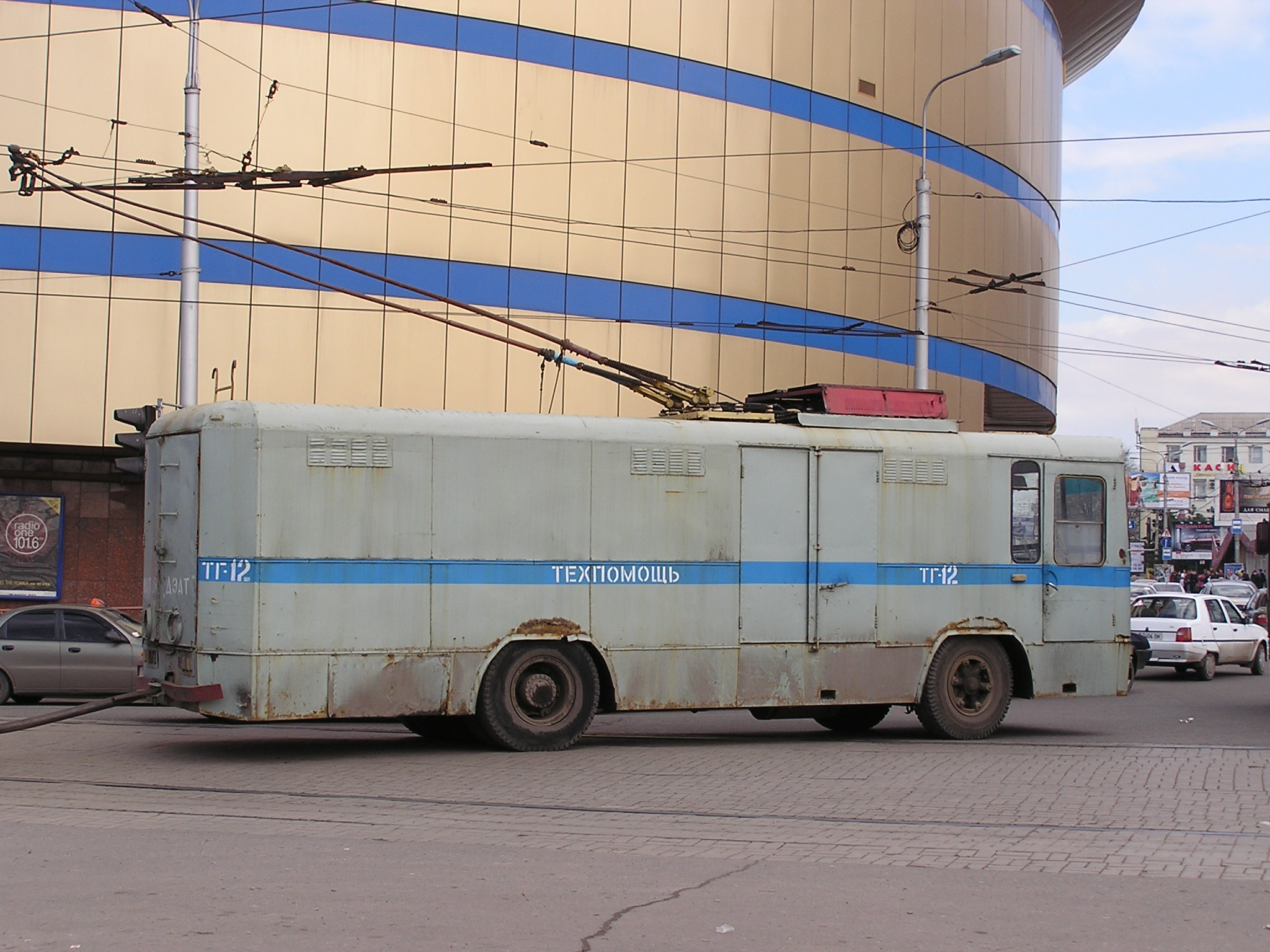
KTG-1 szerviztroli, Donyeck, Ukrajna
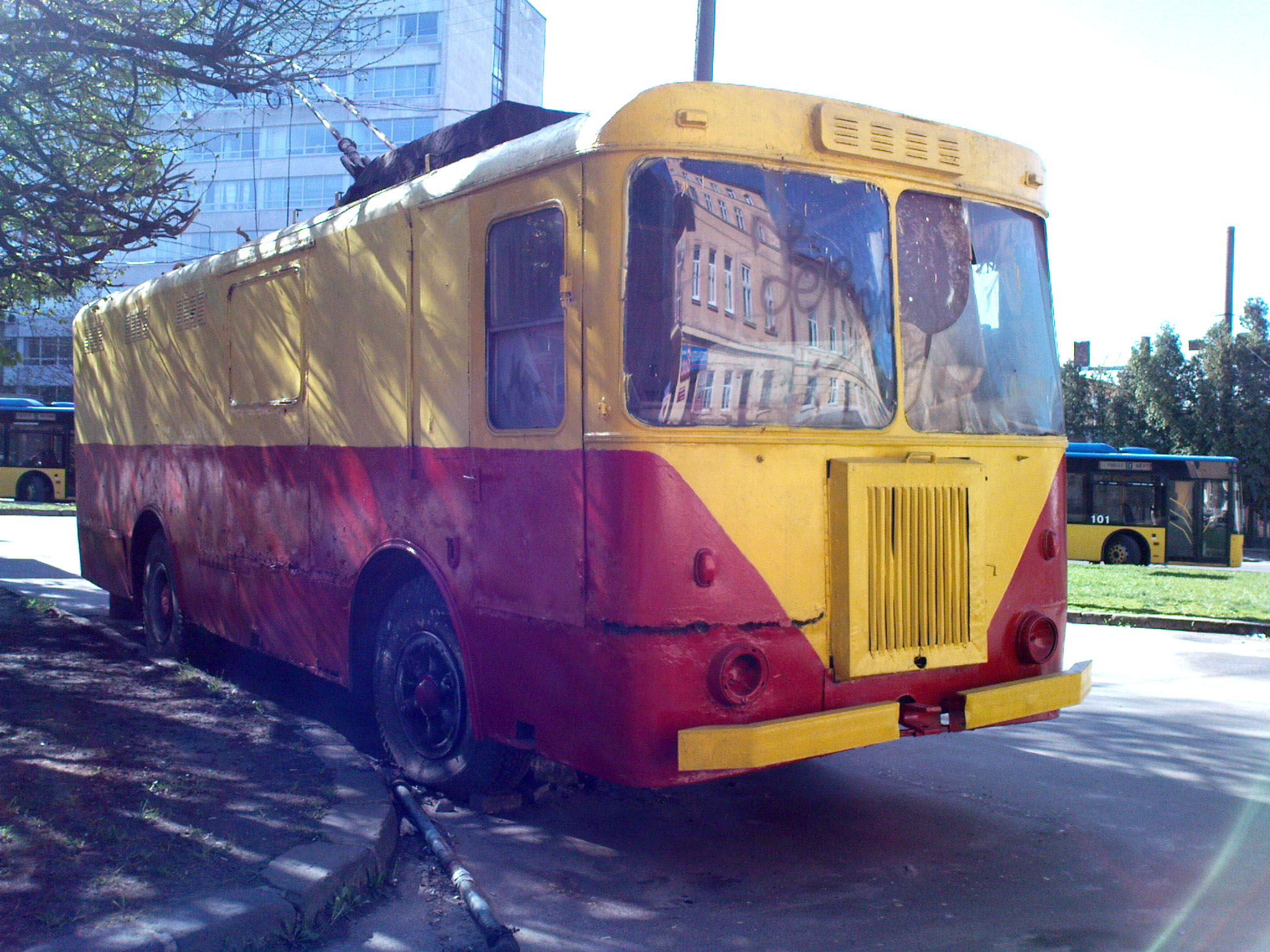
KTG-1 Lvovban
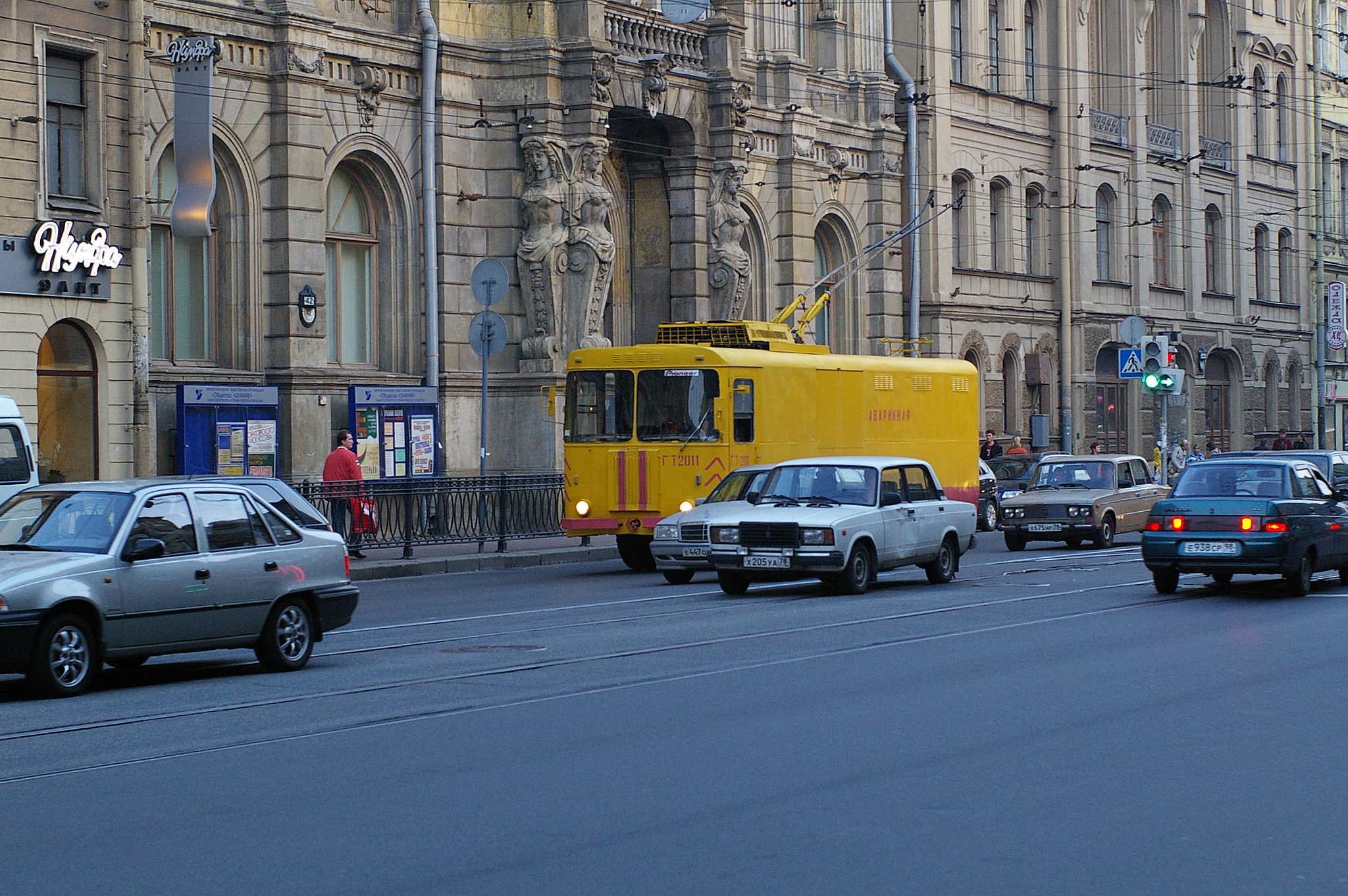
KTG-1 Szentpétervárott
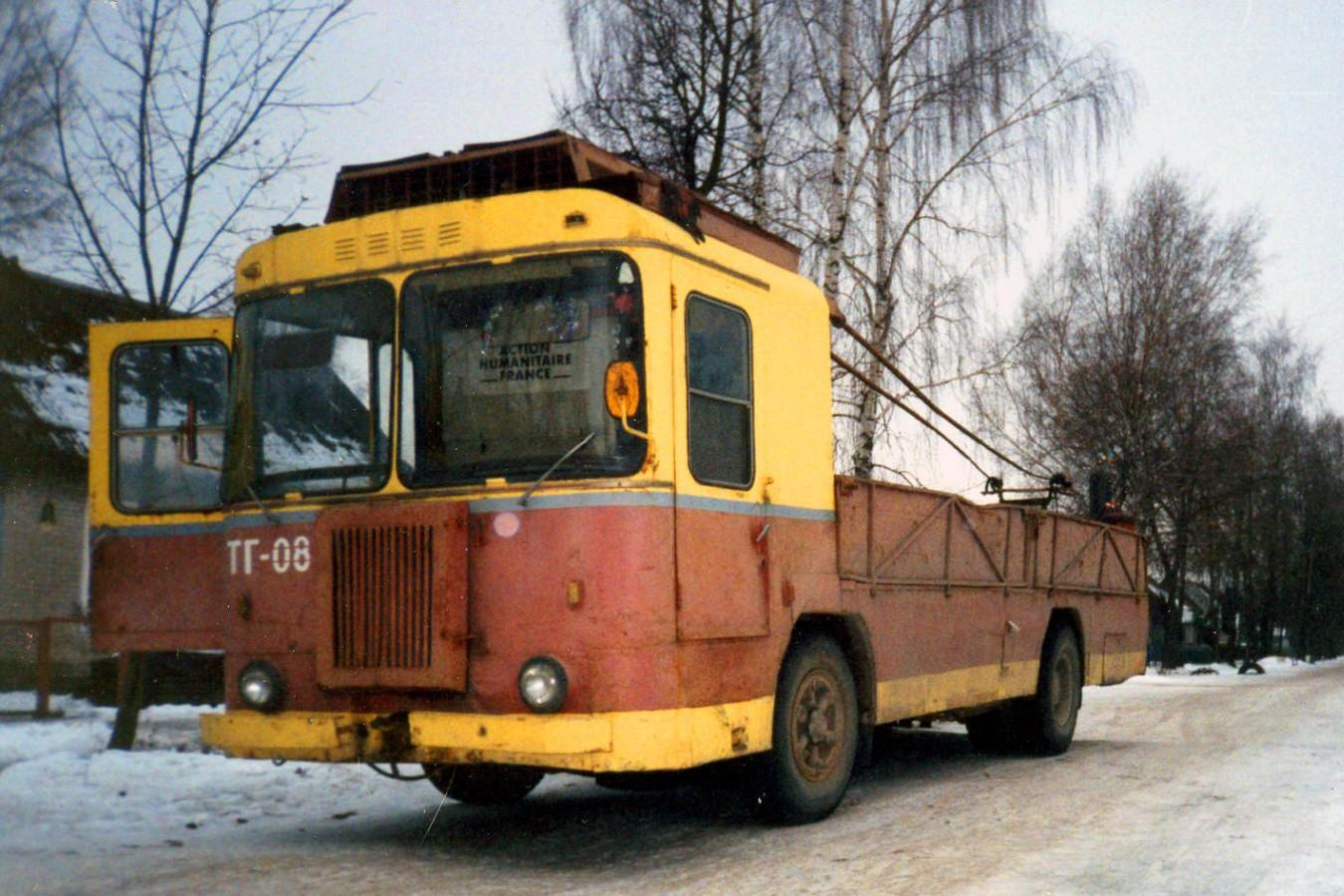
TG-08 Brjanszkban
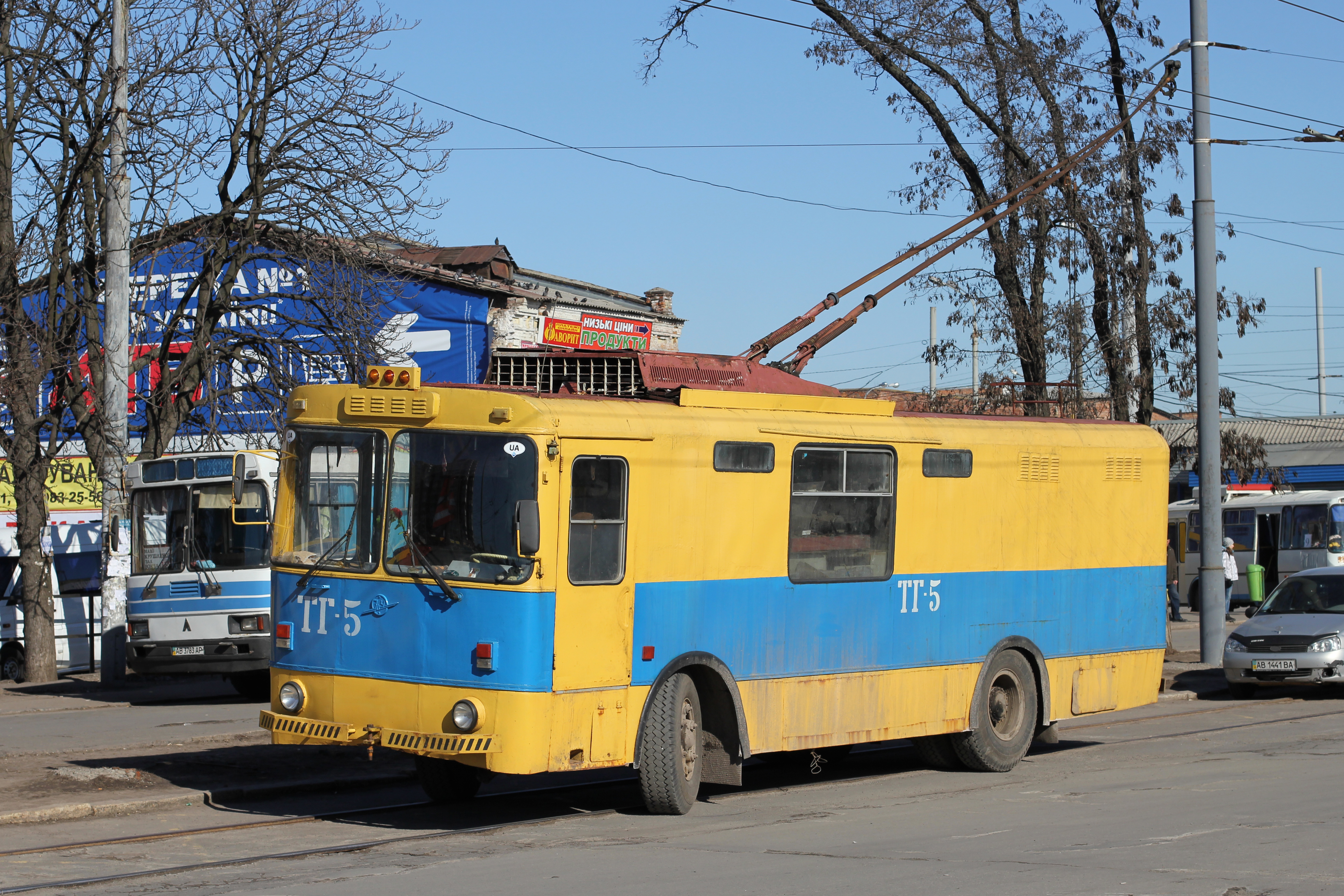
TG-5 szervizkocsi Vinnicja, Ukrajna
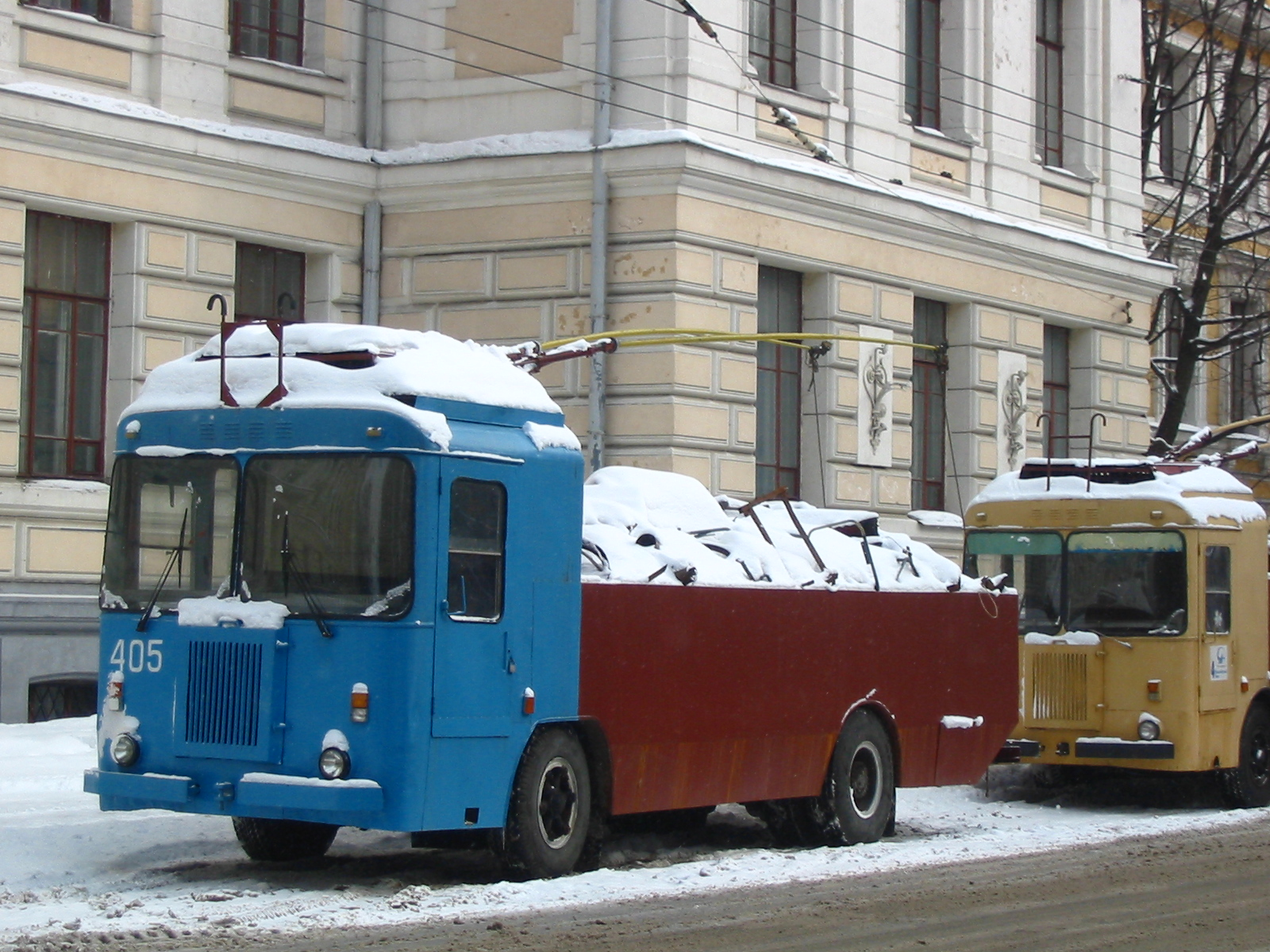
Hulladékvasat szállitó KTG-2 Moszkvában

## Legnagyobb jelenlegi és egykori troligyártók
- Ikarus
- TrolZa (egykori ZiU)
- Belkommunmash
- Solaris Bus & Coach
- New Flyer (USA)
- Skoda vagonka
- MAZ
- VanHool